# ルビー・カイロ
『ルビー・カイロ』（原題: Ruby Cairo）は、1992年制作のアメリカ合衆国・日本・イギリス合作のミステリ・サスペンス映画。

## 製作
角川春樹がハリウッド進出第1弾として手掛けた作品。映画買い付けのために映画会社のトライトン・ピクチャーズに総額600万ドル出資した上で、製作会社の「カドカワプロU.S」を設立して本作を製作した。しかし20世紀フォックスに配給契約を破棄され、33億円の製作費に対して、僅か5億円前後の回収に留まり、興行的に失敗する。この時、角川は既に進出第2弾として先行投資していた映画『恐竜物語』の製作を断念する。本作の失敗は角川書店の負債を増やし、これが角川春樹と弟の角川歴彦の対立を呼び、角川書店のお家騒動（権力争い）が勃発する引き金となった。後に角川春樹は、製作中に莫大な使途不明金を出したとして、米国側のプロデューサーを背任横領で告訴し、ロサンゼルスの裁判所で争うことになるが、係争中だった1993年に麻薬取締法違反と背任横領容疑で逮捕される。角川の実姉である辺見じゅんには、イスラエル大使館の一等書記官から、角川が密告され、FBIが動いて日本の警察に連絡したという趣旨の電話があったという。

## あらすじ
ロサンゼルスに住む主婦ベッシーのもとに、パイロットの夫ジョニーの黒く焼け焦げた入れ歯が届き、彼がメキシコで墜落死した事を知る。
しかし、ジョニーのオフィスが荒らされているのを不審に思ったベッシーは机の引き出しの奥に隠されていたベースボールカードの束を見つけ、それに暗号で世界中の銀行の口座番号が記されているのを見つける。
ベッシーは偶然出会った「世界の飢餓を救う会」の代表であるラム博士と共に世界中を巡り、ジョニーの死の謎を追う。そして、最終的にエジプトに辿り着いたベッシーはジョニーの意外な裏の顔を知る。

## キャスト
- アンディ・マクダウェル：ベッシー・ファロ
- リーアム・ニーソン：ファーガス・ラム博士
- ヴィゴ・モーテンセン：ジョニー・ファロ
- ジャック・トンプソン：エド

## スタッフ
- 監督：グレーム・クリフォード
- 製作：菅原浩志、ロイド・フィリップス
- 製作総指揮：角川春樹
- 脚本：ロバート・ディロン、マイケル・トーマス
- 原案：ロバート・ディロン
- 撮影：ラズロ・コヴァックス
- 音楽：ジョン・バリー

## 漫画版

### 書誌情報
デボラ・チール、高口里純 『ルビー・カイロ』 角川書店〈ヤングロゼコミックス deluxe〉全1巻
- 1992年12月12日発行、ISBN 4-048-52387-2